# Privatización de la justicia penal
La privatización de la justicia penal se refiere al cambio en la administración y propiedad de estos servicios, pasando a ser gestionados por entidades privadas. Este término suele aplicarse para describir la externalización de ciertos servicios, algo que es común en muchos países hoy en día. Por ejemplo, varias funciones dentro de las prisiones pueden ser manejadas por empresas privadas de manera parcial. No obstante, en su forma más extrema, la privatización implicaría que el sector privado tenga el control total sobre las decisiones relacionadas con el uso de los recursos destinados a la seguridad y protección de la ciudadanía y sus bienes.

## Razones
Muchos servicios en el sistema de justicia penal se privatizan debido a la falta de recursos del gobierno para gestionarlos. Un ejemplo de esto es el papel de los fiadores privados, quienes se encargan de garantizar que las personas liberadas bajo fianza se presenten en sus juicios. Si una persona no comparece, el fiador tiene la opción de contratar a un cazarrecompensas para localizar al acusado y asegurar su regreso a la corte.
Los agentes de fianzas privadas tienen un incentivo financiero para evaluar cuidadosamente el riesgo de que el acusado no se presente a su juicio. Si el agente decide no conceder la fianza a una persona que habría asistido al juicio, pierde una oportunidad de negocio. Por otro lado, si concede la fianza a alguien que luego se fuga, enfrenta pérdidas económicas. Este tipo de incentivos no existe en los mecanismos de toma de decisiones del gobierno para la liberación previa al juicio.

## Historia
A mediados de los años 60, el gobernador de Florida, Claude Kirk, otorgó a Wackenhut Services un contrato de 500.000 dólares para combatir el crimen organizado. Este acuerdo llevó a más de 80 imputaciones, incluyendo a políticos locales y funcionarios públicos. Por otro lado, en 1973, la empresa Multi-State, fundada por un exjefe de policía de Columbus, Ohio, empleó a trece antiguos agentes de narcóticos y los "alquiló" a pequeñas fuerzas policiales de Ohio y Virginia Occidental. Esto resultó en más de 150 arrestos y la incautación de drogas por un valor de 200.000 dólares.
En 1993, el departamento de policía de Kentwood en Michigan estableció un acuerdo de tres años con una empresa privada especializada en la investigación y recuperación de cheques sin fondos. Esta empresa es responsable de gestionar todas las comunicaciones con los comerciantes, realizar llamadas telefónicas relacionadas con los cheques sin fondos y llevar a cabo las investigaciones necesarias. Su objetivo es recuperar tanto el monto total del cheque como los gastos asociados, tanto para los comerciantes como para el departamento de policía.
De acuerdo al detective de Wyoming James Maguffee, "Tienen un gran historial... Ha sido un éxito fenomenal".
En Suiza, la empresa Securitas ofrece servicios de policía en más de 30 localidades y municipios. Además, la Isla Paradise también dispone de una fuerza policial privada.
En 1975, la localidad de Oro Valley, Arizona, estableció un contrato con el Departamento de Bomberos Rural/Metro para servicios policiales. Sin embargo, el Consejo Asesor de Oficiales de Aplicación de la Ley de Arizona impugnó el acuerdo. Debido a la incapacidad de Rural/Metro para cubrir los costos legales necesarios para defenderse, el contrato fue anulado en 1977.
En algunos casos, se emplea a policías privados para asegurar el cumplimiento de la ley, pagándoles por hora para reducir costos durante periodos de baja actividad. Un ejemplo de esto es cuando Kalamazoo, Michigan, contrató a Charles Services para la vigilancia callejera y el control del tráfico. Otras jurisdicciones que han establecido contratos con empresas privadas para servicios policiales incluyen Indian Springs en Florida, Buffalo Creek en West Virginia (atendida por Guardsmark), y Reminderville en Ohio, que contrató a Corporate Security en 1981. También, Sussex en Nueva Jersey recurrió a Executive Security and Investigations Services para servicios policiales después de que toda la fuerza policial de cuatro oficiales fuera despedida en 1993 debido a un escándalo de drogas.
En Estados Unidos, Lexipol, una empresa privada, redacta los manuales de políticas para las fuerzas policiales, que luego son adoptados por numerosas agencias de aplicación de la ley, especialmente en departamentos de tamaño pequeño y mediano.